# Братиславский троллейбус
Братиславский троллейбус − троллейбусная система, функционирующая в Братиславе, столице Словакии.

## История
Первая троллейбусная линия длиной была открыта в 19 июля 1909 года по маршруту Pražská ulica − Železné studničky. Длина маршрута составляла 5800 м, на маршруте работало 7 троллейбусов. В 1915 году троллейбусы были ликвидированы по техническим причинам (плохое состояние дорог, крутые подъезды).
Следующий раз троллейбусы были запущены 31 июля 1941 года по маршруту от Словацкого национального театра до Главного вокзала. Линия была построена в период с марта по июль 1941 года , а 31 июля начал работу маршрут М, который обслуживали 14 автомобилей MAN-Siemens немецко-чешского производства. Вскоре после этого была добавлена линия Р, ведущая к заводу по производству картриджей, а также появились другие линии. Транспортные средства работали под напряжением 550 В.
В 1944 году буквенное обозначение маршрутов сменилось на обозначение цифрами (11–13).
В 1951-1961 годах была построена большая часть современной троллейбусной сети. Со второй половины 60-х до первой половины 70-х из-за низких цен на топливо была ликвидирована часть линий. 
После нефтяного кризиса и возвращения на сцену троллейбусов и трамваев вновь началось строительство новых линий. В 1981 году существующие маршруты были перенумерованы, заняв диапазон номеров 200 и выше. Это помогло трамвайному сообщению, которое больше не ограничивалось 10 линиями.
В 1999 году была построена линия до Национального института болезней сердца (NÚSCH) и Национального института онкологии (NOÚ).
4 сентября 2006 года сдана в эксплуатацию линия Molecova − Kuklovská. Она не имеет соединения с остальной троллейбусной сетью. Первоначально там курсировали только троллейбусы с вспомогательным дизель-генератором, из-за отсутствия контактной сети на конечной Molecova. 15 сентября 2008 года были закончены работы по строительству контактной сети на конечной Molecova и троллейбусной парковки на конечной Kuklovská. С этого дня троллейбусы могут ходить по этой линии без вспомогательной дизельной тяги.
27 января 2012 года введена в эксплуатацию троллейбусная линия Pražská – Hroboňova, которая находилась в опытной эксплуатации с декабря 2011 года. Строительство линии началось 24 августа 2011 года. Длина трассы составляет 4,15 км, линия сократила время отправления и прибытия в депо Гробонёва.
5 августа 2013 года была открыта троллейбусная линия Vojenská nemocnica – Patrónka, по которой начали ездить маршруты ,  и . Линия обеспечивает прямое соединение транспортной развязки Патронка с больницами Крамари и территорией возле Горного парка и замка.
В 2014 году построены линии на улицах Гаштановой и Тренчанской.
4 июля 2016 года проведена реорганизация троллейбусных линий. Маршрут  отменён. Изменились трассы маршрутов , ,  и .
1 ноября 2021 года троллейбусные маршруты были перенумерованы. Вместо прежних трёхзначных номеров, маршруты нумеруются единообразно с автобусными – двузначными номерами, цифры которых указывают на район города, куда направляется маршрут.

## Маршруты
В Братиславе существует 15 троллейбусных маршрутов (по состоянию на май 2024 года):
- Dlhé diely — Riviéra
- Hlavná stanica — Nove SND
- Červený most — Hraničná
- Hlavná stanica — Koliba
- Červený most — Kramáre, NOÚ
- Červený most — TIPOS Aréna
- Ružová dolina, Mliekarenská — Kramáre, NÚSCH / NOÚ
- Trnávka, Rádiová — Rajská
- Hlavná stanica — Letisko
- Valašská — Jelačičova
- Dolné hony, Čiližská — Hlavná stanica
- Dolné hony, Čiližská — Rajská
- Hodžovo námestie — Koliba
- Hodžovo námestie — Valašská
- Hodžovo námestie — Dolné hony, Čiližská

## Подвижной состав
Для обслуживания линии построенной в 1941 году содержится 14 троллейбусов MAN/Siemens. Всего в эксплуатации имеется 176 троллейбусов:
- Škoda 14Tr (7 модификаций) − 79 троллейбусов
- Škoda 15Tr (4 модификации) − 39 троллейбусов
- Škoda 25Tr Irisbus − 5 троллейбусов
- Škoda 30Tr SOR − 50 троллейбусов
- Škoda 31Tr SOR – 70 троллейбусов
- Škoda 27Tr Solaris – 23 троллейбуса
- Škoda-Solaris 24m – 16 троллейбусов
- SOR TNS 12 – 11 троллейбусов

- Škoda-Sanos S 200Tr − 1 троллейбус
- Škoda 21TrAC − 1 троллейбус